# Tetraloides
Tetraloides is een geslacht van kreeftachtigen uit de klasse van de Malacostraca (hogere kreeftachtigen).

## Soorten
- Tetraloides heterodactylus (Heller, 1861)
- Tetraloides nigrifrons (Dana, 1852)